# Khanaqin
Khanaqin (Arabisch: خانقين, Ḫānaqīn, Koerdisch: خانه قين, Xaneqîn) is een stad in het noordoosten van Irak. De stad heeft een geschat aantal inwoners van 175.000, voornamelijk Koerden. De stad ligt buiten de autonome regio van Koerdistan, in de provincie Diyala.

## Geschiedenis
De stad is tijdens het bewind van Saddam Hoessein op de lijst gezet om net als Kirkoek gearabiseerd te worden. Dit kwam er niet helemaal van terecht, omdat het arabiseringsproces vooral op Kirkoek was gericht. In de praktijk wordt de stad gezien als onderdeel van de autonome regio Koerdistan, maar op papier is de stad een deel van de provincie Diyala, Irak.

## Inwoners
De meerderheid van de inwoners zijn koerden. Zij hangen de sjiitische stroming van de islam aan. Verder wonen er ook Arabische sjiieten en is er een kleine populatie Turkmen

## Aanslagen
Khanaqin is vaker het toneel van terroristische aanslagen. De stad is zeer gevoelig voor aanslagen van extremistische soennieten die het vooral op Koerden en sjiieten hebben gemunt. De laatste aanslag was begin februari 2007, hierbij kwamen tijdens Asjoera 30 mensen om het leven.

## Koerdisch stadsbestuur
Het bestuur van de stad bestaat uit 21 leden die via de gemeenteraadsverkiezingen van 30 januari 2005 zijn gekozen. De Koerden bezitten 14 van de 21 zetels, de sjiitische partijen 4 en de andere Iraakse partij 3 zetels.